# Ictericodes changhyoi
Ictericodes changhyoi är en tvåvingeart som beskrevs av Kae Kyoung Kwon 1985. Ictericodes changhyoi ingår i släktet Ictericodes och familjen borrflugor. Inga underarter finns listade i Catalogue of Life.